# 内瑟-阿普弗尔施泰特
内瑟-阿普弗尔施泰特（德語：Nesse-Apfelstädt，發音：[ˈnɛsə ˈʔapfl̩ʃtɛt]）是德国图林根州哥达县的市镇，面积39.59平方千米，2023年12月31日人口为5,948人。该市镇于2009年12月1日由市镇阿普弗尔施泰特、加姆施泰特、英格斯莱本和新迪滕多夫合并而成，得名于内瑟河和阿普弗尔施泰特河。